# Dadda för tre
Dadda för tre (originaltitel: Houseboat) är en amerikansk romantisk komedifilm från 1958 i regi av Melville Shavelson, med Cary Grant och Sophia Loren i huvudrollerna.

## Handling
Änklingen Tom Winston (Cary Grant) har allvarliga problem att ta hand om sina tre barn. Han får dock hjälp med detta (om än lite oväntat) när barnen bestämmer att Cinzia (Sophia Loren) ska vara deras hushållerska. Vad Winston inte vet är att Cinzia är en italiensk societetsdam som försöker gömma sig från sin överbeskyddande far.

## Medverkande

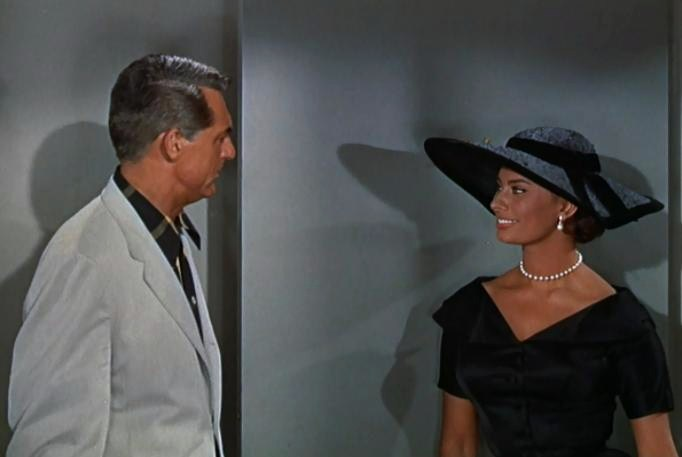
Cary Grant och Sophia Loren i filmens trailer

| Cary Grant        | – Tom Winters        |
| Sophia Loren      | – Cinzia Zaccardi    |
| Martha Hyer       | – Carolyn Gibson     |
| Paul Petersen     | – David Winters      |
| Charles Herbert   | – Robert Winters     |
| Mimi Gibson       | – Elizabeth Winters  |
| Harry Guardino    | – Angelo Donatello   |
| Murray Hamilton   | – Capt. Alan Wilson  |
| Eduardo Ciannelli | – Arturo Zaccardi    |
| Werner Klemperer  | – Harold Messner     |
| John Litel        | – William Farnsworth |
| Madge Kennedy     | – Mrs. Farnsworth    |

## Mottagande
Filmen nominerades för två Oscars, för bästa originalmanus och bästa sång.